# En penumbra
En penumbra es una película del año 1987, dirigida por José Luis Lozano y protagonizada por Amparo Muñoz